# Нетёсов, Василий Ульянович
Васи́лий Улья́нович Нетёсов (1919—1985) — советский военнослужащий, участник Великой Отечественной войны, командир мотострелковой роты 3-го батальона 2-й механизированной бригады 5-го механизированного корпуса 6-й танковой армии 2-го Украинского фронта, лейтенант. Герой Советского Союза.

## Биография
Родился 24 января 1919 года в селе Усть-Муравлянка (ныне — Репьёвского района Воронежской области). Окончил семилетнюю школу, до призыва на военную службу в течение двух лет работал в колхозе. В 1939—1957 годах служил в Красной Армии. Окончил курсы младших лейтенантов в 1941 году и курсы усовершенствования офицерского состава «Выстрел» в 1945 году. С начала и до конца Великой Отечественной войны сражался на Западном, Юго-Западном, Сталинградском и 2-м Украинском фронтах и с японцами на Забайкальском фронте. Принимал участие в оборонительных боях под Могилёвом, Харьковом, в Сталинградской битве, освобождении Смоленской области, Украины, Белоруссии, Молдавии, Румынии, Венгрии, Чехословакии, разгроме врага на территории Австрии и Маньчжурии. Трижды ранен, дважды контужен. 24 июня 1945 года  участвовал в Параде Победы.
Звание Героя Советского Союза с вручением ордена Ленина и медали «Золотая Звезда» лейтенанту Нетёсову Василию Ульяновичу присвоено 13 сентября 1944 года за отвагу и мужество, проявленные при форсировании Днестра, захвате и удержании плацдарма на правом берегу реки. В послевоенные годы В. У. Нетёсов окончил курсы усовершенствования офицерского состава «Выстрел». Капитан запаса. Жил и работал в городе Саратов.
Умер 15 августа 1985 года.
Награждён орденом Ленина, Отечественной войны 1-й степени,  2 орденами Красной Звезды, медалями, а также монгольской медалью «За победу над Японией».